# Ronald Desruelles
Ronald Desruelles, född den 14 februari 1955 i Antwerpen, död 1 november 2015 i Thailand, var en belgisk före detta friidrottare som tävlade i längdhopp och kortdistanslöpning under 1970-talet och 1980-talet.
Desruelles deltog vid Olympiska sommarspelen 1976 där han blev utslagen i kvalet i längdhopp. Vid EM inomhus 1978 blev han silvermedaljör, efter László Szalma, efter ett hopp på 7,75. 
Vid EM inomhus 1984 hade han bytt gren till 60 meter och blev där bronsmedaljör på tiden 6,69. Vid EM-inomhus året efter blev han åter bronsmedaljör denna gång på tiden 6,64. Samma år blev han även bronsmedaljör vid VM inomhus på tiden 6,68.
Vid EM inomhus 1986 i Madrid vann han guld på 60 meter på tiden 6,61. Vid EM utomhus samma år i Stuttgart tävlade han på 100 meter men hans 10,43 placerade honom som sjua i semifinalen vilket inte räckte till att få springa finalen.
Vid VM 1987 i Rom tävlade han även på 100 meter men blev då utslagen i kvartsfinalen. Hans sista stora framgång kom vid EM inomhus 1988 då han blev silvermedaljör på 60 meter efter Linford Christie, på tiden 6,60 s.